# Église Santa Margherita in Trastevere
L'église Santa Margherita in Trastevere (en français : Sainte-Marguerite-de-Trastevere) est une église romaine située dans le quartier Trastevere sur la piazza Sant’Apollonia. Elle fut construite initialement au XIIIe siècle et dédiée à sainte Marguerite.

## Historique
La première église fut érigée en 1288 sous le pontificat de Nicolas IV. Elle est reconstruite une première fois en 1564 avec les fonds de donna Giulia Colonna qui lui adjoint un monastère pour femmes. Elle est à nouveau reconstruite en 1680 par le cardinal Girolamo Gastaldi qui charge l'architecte Carlo Fontana d'en dresser les plans.

## Architecture
L'intérieur est fait d'une nef unique séparée et de trois chapelles latérales par côté. L'église possède une peinture de Santa Margherita in carcere par Giacinto Brandi et des œuvres de Giuseppe Ghezzi. Mais la pièce maîtresse se trouve dans la chapelle de gauche et représente l’Immaculée entre Saint-François et sainte Claire par Baciccio.

## Sources et références
- (it) Cet article est partiellement ou en totalité issu de l’article de Wikipédia en italien intitulé « Chiesa di Santa Margherita in Trastevere » (voir la liste des auteurs).